# Frikallelse
Frikallelse är befrielse från någon form av plikt. Avser i första hand värnplikt eller annan plikttjänstgöring av medicinska, sociala eller andra skäl.